# Bartolomé Martínez Menacho
Bartolomé Martínez Menacho nació en Torre de Miguel Sesmero (Badajoz) en 1517 y murió en 1593 en Cartagena de Indias (Colombia) cuando iba a tomar posesión como arzobispo de Bogotá. 

## Biografía
Hijo de Bartolomé Martínez y María Macías, que procrearon varios hijos y tenían tierras de labor en la villa de la Torre. En los medios hispano-americanos existe cierta polémica sobre el lugar de su nacimiento porque el historiador colombiano Flores de Ocariz lo cita como oriundo de Almendral debido a las unas declaraciones del clérigo que manifestó ser de la villa de la Torre “cerca de Almendral, diócesis de Badajoz y ducado de Feria”.
Como becario, realiza sus estudios clericales en el colegio de Santa María de Jesús en Sevilla, donde al terminar ocuparía el cargo de capellán hasta que marcha a Indias En los anales de la Catedral de Lima, el nombre de Bartolomé Martínez, y con el cargo de arcediano, aparece en 1563; en 1567 el clérigo extremeño es nombrado para asistir al II Concilio limense. Hombre de vasta preparación humanística y activo colaborador del arzobispo limeño, el trujillano Jerónimo de Loayza, a la muerte de este, que se produce en 1575, es nombrado vicario capitular de Lima.

## Prelatura
En el año 1580, al fallecer el obispo de Panamá Manuel de Mercado y al quedar vacante la sede, Martínez Menacho fue nombrado para ocupar el cargo que accedía a la prelatura panameña en 1587. Como entonces la iglesia panameña era sufragánea de la sede metropolitana de Lima, es de suponer que ello influenciaría para que Martínez Menacho accediera a la sede del obispado panameño.
Como esta sede había estado acéfala de obispo durante más de siete años, Martínez Menacho se preocupó de rescatar la disciplina eclesiástica y visitar a los diferentes sacerdotes que tenían a su cargo las iglesias existentes entonces en el territorio panameño. Su labor pastoral la cumplió con el máximo celo además de abocarse al cuidado de los menesterosos y a vigilar que se cumplieran las leyes que se habían dictado a favor de la protección de los indios.
El 21 de enero de 1593, era designado arzobispo de Santa Fe de Bogotá, y cuando en agosto del año siguiente viajaba para tomar posesión de la sede arzobispal, se sintió indispuesto durante la travesía y falleció en Cartagena de Indias (Colombia) a la edad de 77 años.

## Testamento
El 24 de julio de 1594 otorgaba testamento en la Ciudad de Panamá, donde disponía lo siguiente: Después de un determinado tiempo, que sus restos mortales fueran trasladados a la iglesia de la Candelaria de Torre de Miguel Sesmero y fueran sepultados en medio de la capilla mayor y que se dijeran varias misas en sufragio de su alma.
Además, instituyó dos capellanías en la iglesia de su pueblo natal y una serie de misas a favor de sus difuntos. Entre las numerosas mandas que dejó dispuestas, que suponían algunos miles de ducados, dona a la ciudad de Lima, Panamá y Bogotá para iglesias, hospitales y obras benéficas; 100 ducados para la iglesia de la Torre, 200 al Colegio de Santa María de Sevilla, 600 ducados para el casamiento de doce doncellas pobres y 900 para sus familiares pobres.

## Reconocimiento
Durante la dictadura de Primo de Rivera, el Ayuntamiento de la Torre, dedicó una calle al ilustre clérigo, porque además de ser un hijo relevante de aquella villa extremeña, nunca había olvidado al pueblo de su nacimiento.